# I diavoli del Pacifico
I diavoli del Pacifico (Between Heaven and Hell) è un film del 1956 diretto da Richard Fleischer.
È un film di guerra statunitense ambientato durante la seconda guerra mondiale con Robert Wagner, Terry Moore, Broderick Crawford e Buddy Ebsen. È basato sul romanzo del 1955 The Day the Century Ended di Francis Gwaltney.

## Produzione
Il film, diretto da Richard Fleischer su una sceneggiatura di Harry Brown e un soggetto di Francis Gwaltney (autore del romanzo), fu prodotto da David Weisbart per la Twentieth Century Fox Film Corporation e girato a Kaua'i (Hawaii), nei 20th Century Fox Studios a Century City (Los Angeles) e nel Malibu Creek State Park a Calabasas, in California, dal 21 maggio all'inizio di luglio 1956 e ad agosto 1956. Il titolo di lavorazione fu The Day the Century Ended. Per i ruoli di Sam e Jenny erano stati considerati gli attori Guy Madison e Joan Collins. Il film ricevette una nomination agli Oscar per la musica.

## Distribuzione
Il film fu distribuito con il titolo Between Heaven and Hell negli Stati Uniti nell'ottobre 1956 al cinema dalla Twentieth Century Fox.
Altre distribuzioni:
- in Giappone il 5 dicembre 1956
- in Germania Ovest il 4 gennaio 1957 (Feuertaufe)
- in Svezia il 28 gennaio 1957 (Djävulsön)
- in Finlandia il 1º febbraio 1957 (Kirottujen kukkula)
- in Francia il 5 giugno 1957 (Le temps de la colère)
- in Portogallo il 27 giugno 1957 (Entre o Céu e o Inferno)
- in Danimarca l'11 agosto 1958 (I Stillehavets helvede)
- in Brasile (Entre o Céu e o Inferno)
- in Spagna (Los diablos del Pacífico)
- in Grecia (Metaxy ouranou kai kolaseos)
- in Italia (I diavoli del Pacifico)
- nei Paesi Bassi (Zwijgend heldendom)
- negli Stati Uniti (The Day the Century Ended)

## Critica
Secondo il Morandini il film è "un bellico insolito per la preferenza data ai personaggi e alla loro psicologia invece che all'azione".

## Promozione
Le tagline sono:
- THE FIERCE FIGHTING FLAMING FURY OF THE SOUTH'S FINEST...THE DIXIE DAREDEVILS WHO BECAME THE HELL-FIGHTERS OF THE PACIFIC!
- From the best-selling novel of young love in war!